# San-Andrésvireo
De San-Andrésvireo (Vireo caribaeus) is een zangvogel uit de familie Vireonidae (vireo's). De vogel werd in 1942 door de Amerikaanse ornithologen James Bond en Rodolphe Meyer de Schauensee geldig beschreven.

## Verspreiding en leefgebied
Deze soort is endemisch op San Andrés, een Colombiaans eiland in de Caraïbische Zee.

## Status
De grootte van de populatie is in 2019 geschat op 2500-10.000 volwassen vogels. De vogel is algemeen en er zijn geen aanwijzingen dat de aantallen achteruitgaan. Toch is de status kwetsbaar op Rode lijst van de IUCN omdat deze vogel slechts op een klein eilandje voorkomt.